# 44. Primetime Emmy-gála
A 44. Primetime Emmy-gála során az 1991 és 1992 között főműsoridőben bemutatott, amerikai televíziós programokat értékelték. A jelölteket az Academy of Television Arts & Sciences választotta ki. A Los Angeles-i Pasadena Civic Auditoriumben tartott ceremóniát a Fox tűzte műsorra 1992. augusztus 30-án. A műsor házigazdái Tim Allen, Kirstie Alley és Dennis Miller voltak, míg a programot Walter C. Miller rendezte Buddy Sheffield és Bruce Vilanch írói közreműködésével. A gála során megváltoztatták a díj szabályait, így a vendégszereplők is a fő- és mellékszereplőkkel közös kategóriákban versenyeztek.

## Győztesek és jelöltek
A nyertesek félkövérrel jelölve.

### Műsorok
| Legjobb vígjátéksorozat | Legjobb drámasorozat |
| --- | --- |
| - Murphy Brown (CBS) - Brooklyn-híd (CBS) - Cheers (NBC) - Házi barkács (ABC) - Seinfeld (NBC)                                                              | - Miért éppen Alaszka? (CBS) - I'll Fly Away (NBC) - L.A. Law (NBC) - Esküdt ellenségek (NBC) - Quantum Leap – Az időutazó (NBC)                        |
| Legjobb varietésorozat | Legjobb varieté különkiadás |
| - The Tonight Show Starring Johnny Carson (NBC) - In Living Color (Fox) - Late Night with David Letterman (NBC) (Epizód: "10th Anniversary Special")        | - Cirque du Soleil II: Nouvelle Expérience (HBO) - Comic Relief V (HBO) - Unforgettable, with Love: Natalie Cole Sings the Songs of Nat King Cole (PBS) |
| Legjobb tévéfilm | Legjobb minisorozat |
| - Miss Rose White (NBC) - Családi szennyes (Fox) - Homefront (Epizód: "Pilot") (ABC) - I'll Fly Away (Epizód: "Pilot") (NBC) - Az elnök szolgálatában (HBO) | - Az asszony, akit Jackie-nek hívtak (NBC) - Terhelő bizonyíték (ABC) - Cruel Doubt (NBC) - Drogháborúk (NBC) - Egy gyermek ára (CBS)                   |

### Színészek

#### Főszereplők
| Legjobb férfi főszereplő (vígjátéksorozat) | Legjobb női főszereplő (vígjátéksorozat) |
| --- | --- |
| - Craig T. Nelson (Hayden Fox) - Coach (ABC) (Epizód: "A Real Guy's Guy") - Ted Danson (Sam Malone) - Cheers (NBC) (Epizód: "Go Make") - John Goodman (Dan Conner) - Roseanne (ABC) (Epizód: "The Back Story") - Kelsey Grammer (Dr. Frasier Crane) - Wings (NBC) (Epizód: "Planes, Trains, and Visiting Cranes") - Burt Reynolds (Wood Newton) - Kisvárosi mesék (CBS) (Epizód: "Callous Hearts of Rage") - Jerry Seinfeld (Jerry Seinfeld) - Seinfeld (NBC) (Epizód: "The Boyfriend") | - Candice Bergen (Murphy Brown) - Murphy Brown (CBS) (Epizód: "Birth 101") - Kirstie Alley (Rebecca Howe) - Cheers (NBC) (Epizód: "An Old Fashioned Wedding") - Roseanne Barr (Roseanne Conner) - Roseanne (ABC) (Epizód: "A Bitter Pill to Swallow") - Tyne Daly (Mimsy Borogroves) - Wings (NBC) (Epizód: "My Brother's Keeper") - Marion Ross (Sophie Berger) - Brooklyn-híd (CBS) (Epizód: "When Irish Eyes Are Smiling") - Betty White (Rose Nylund) - Öreglányok (NBC) (Epizód: "Dateline: Miami")                                           |
| Legjobb férfi főszereplő (drámasorozat) | Legjobb női főszereplő (drámasorozat) |
| - Christopher Lloyd (Alistair Dimple) - Váratlan utazás (Disney) (Epizód: "Új szemlélet") - Scott Bakula (Sam Beckett) - Quantum Leap – Az időutazó (NBC) (Epizód: "Rémálmok") - Kirk Douglas (Kalthrob) - Mesék a kriptából (HBO) (Epizód: "Yellow") - Michael Moriarty (Ben Stone) - Esküdt ellenségek (NBC) (Epizód: "The Wages of Love") - Rob Morrow (Joel Fleischman) - Miért éppen Alaszka? (CBS) (Epizód: "Joel és Jules") - Harrison Page (Reverend Walters) - Quantum Leap – Az időutazó (NBC) (Epizód: "A tékozló lány") - Sam Waterston (Forrest Bedford) - I'll Fly Away (NBC) (Epizód: "Hard Lessons Master Magician") | - Dana Delany (Colleen McMurphy) - China Beach (ABC) (Epizód: "Through and Through") - Sharon Gless (Rosie O'Neill) - The Trials of Rosie O'Neill (CBS) (Epizód: "Heartbreak Hotel") - Shirley Knight (Melanie Cullen) - Esküdt ellenségek (NBC) (Epizód: "The Wages of Love") - Angela Lansbury (Jessica Fletcher) - Gyilkos sorok (CBS) (Epizód: "Éjszakai lidércnyomás") - Kate Nelligan (Sydney Carver) - Váratlan utazás, (Disney) (Epizód: "Ha elmúltak a mézeshetek") - Regina Taylor (Lilly) - I'll Fly Away (NBC) (Epizód: "Coming Home") |
| Legjobb férfi főszereplő (minisorozat vagy különkiadás) | Legjobb női főszereplő (minisorozat vagy különkiadás) |
| - Beau Bridges (James Brady) - Az elnök szolgálatában (HBO) - Rubén Blades (Ernesto Ontiveros) - Szerelem bolondulásig (TNT) - Hume Cronyn (Cleveland Meriwether) - A fiú és a csavargó (CBS) - Brian Dennehy (John Wayne Gacy) - Elkapni a gyilkost (szindikált sugárzás) - Maximilian Schell (Mordecai Weiss) - Miss Rose White (NBC) | - Gena Rowlands (Pat Foster) - Az idegen árnyéka (CBS) - Anne Bancroft (Lillian Cage) - Mrs. Cage (PBS) - Meredith Baxter (Betty Broderick) - Míg a halál el nem választ (CBS) - Judy Davis (Mary Lindell) - Elfújja a szél (CBS) - Laura Dern (Janet Harduvel) - Zuhanás után (HBO) |

#### Mellékszereplők
| Legjobb női főszereplő (minisorozat vagy különkiadás) | Legjobb női mellékszereplő (vígjátéksorozat) |
| --- | --- |
| - Michael Jeter (Herman Stiles) - Kisvárosi mesék (CBS) (Epizód: "Herman in Charge", "Hasta la Vista") - Jason Alexander (George Costanza) - Seinfeld (NBC) (Epizód: "The Note", "The Tape") - Charles Durning (Dr. Harlan Elldridge) - Kisvárosi mesék (CBS) (Epizód: "Three Naked Men") - Harvey Fierstein (Mark Newberger) - Cheers (NBC) (Epizód: "Rebecca's Lover... Not") - Jay Thomas (Jerry Gold) - Murphy Brown (CBS) (Epizód: "Uh-Oh", Parts 2 & 3 + "Lovesick") - Jerry Van Dyke (Luther Van Dam) - Coach (ABC) (Epizód: "I Think I Can't, I Think I Can't", "Last of the Red-Hot Luthers")                                                                      | - Laurie Metcalf (Jackie Harris) - Roseanne (ABC) (Epizód: "Why Jackie Becomes a Trucker", "Kansas City, Here We Come") - Faith Ford (Corky Sherwood) - Murphy Brown (CBS) (Epizód: "Love is Blonde", "A Chance of Showers") - Estelle Getty (Sophia Petrillo) - Öreglányok (NBC) (Epizód: "One Flew Out of the Cuckoo's Nest") - Alice Ghostley (Bernice Clifton) - Designing Women (CBS) (Epizód: "The Strange Case of Clarence and Anita", "Just Say Doe") - Julia Louis-Dreyfus (Elaine Benes) - Seinfeld (NBC) (Epizód: "The Pen", "The Tape") - Frances Sternhagen (Esther Clavin) - Cheers (NBC) (Epizód: "Heeeeeere's... Cliffy!") |
| Legjobb férfi mellékszereplő (drámasorozat) | Legjobb női mellékszereplő (drámasorozat) |
| - Richard Dysart (Leland McKenzie Jr.) - L.A. Law (NBC) (Epizód: "Monkey on My Back Lot", "P.S. Your Shrink Is Dead") - Edward Asner (Walter Kovacs) - The Trials of Rosie O'Neill (CBS) (Epizód: "Knock, Knock", "Happy Birthday or Else") - John Corbett (Chris Stevens) - Miért éppen Alaszka? (CBS) (Epizód: "Only You", "Pusztulás és teremtés") - Richard Kiley (Doug) - Ray Bradbury színháza (USA Network) (Epizód: "The Utterly Perfect Murder") - Jimmy Smits (Victor Sifuentes) - L.A. Law (NBC) (Epizód: "Steal It Again, Sam", "Say Goodnight, Gracie") - Dean Stockwell (Al Calavicci) - Quantum Leap – Az időutazó (NBC) (Epizód: "Közös ugrás", "Rémálmok") | - Valerie Mahaffey (Eve) - Miért éppen Alaszka? (CBS) (Epizód: "Ádám és Éva", "Túlvilági hangok", "Menyegző") - Mary Alice (Marguerite Peck) - I'll Fly Away (NBC) (Epizód: "Hard Lessons", "A Dangerous Comfort") - Barbara Barrie (Mrs. Bream) - Esküdt ellenségek (NBC) (Epizód: "Vengeance") - Conchata Ferrell (Susan Bloom) - L.A. Law (NBC) (Epizód: "Spleen It to Me, Lucy", "P.S. Your Shrink Is Dead") - Cynthia Geary (Shelly Tambo) - Miért éppen Alaszka? (CBS) (Epizód: "Kényszerleszállás", "Valóság és káprázat") - Marg Helgenberger (KC Kolowski) - China Beach (ABC) (Epizód: "100 Klicks Out", "The Always Goodbye") - Kay Lenz (Maggie Zombro) - Reasonable Doubts (NBC) (Epizód: "One Woman's Word", "Maggie Finds Her Soul") |
| Legjobb férfi mellékszereplő (minisorozat vagy különkiadás) | Legjobb női mellékszereplő (minisorozat vagy különkiadás) |
| - Hume Cronyn (Ben) - Broadway Bound (ABC) - Brian Dennehy (Dixon Hartnell) - Terhelő bizonyíték (ABC) - Hector Elizondo (Lt. Angel) - Mrs. Cage (PBS) - Jerry Orbach (Jack Jerome) - Broadway Bound (ABC) - Ben Vereen (Gene Randall) - Intruderek - Egy új faj születik (CBS) | - Amanda Plummer (Lusia Weiss) - Miss Rose White (NBC) - Anne Bancroft (Kate Jerome) - Broadway Bound (ABC) - Bibi Besch (Lisa Carter) - Családi szennyes (Fox) - Penny Fuller (Kate Ryan) - Miss Rose White (NBC) - Maureen Stapleton (Tanta Perla) - Miss Rose White (NBC) |

#### Egyedülálló alakítások
| Legjobb egyedülálló alakítás varieté vagy zenés műsorban |
| --- |
| - Bette Midler – The Tonight Show Starring Johnny Carson (NBC) - George Carlin – George Carlin Live at Paramount: Jammin' in New York (HBO) - Dana Carvey – Saturday Night Live (NBC) - Natalie Cole – Unforgettable, with Love: Natalie Cole Sings the Songs of Nat King Cole (PBS) - Billy Crystal – 64. Oscar-gála (ABC) |

### Rendezők
| Legjobb rendező (vígjátéksorozat) | Legjobb rendező (drámasorozat) |
| --- | --- |
| - Murphy Brown (CBS) (Epizód: "Birth 101") – Barnet Kellman - Brooklyn-híd (CBS) (Epizód: "When Irish Eyes are Smiling") – Sam Weisman - Cheers (NBC) (Epizód: "An Old Fashioned Wedding") – James Burrows - Murphy Brown (CBS) (Epizód: "Send in the Clowns") – Lee Shallat Chemel - Seinfeld (NBC) (Epizód: "The Tape") – David Steinberg | - I'll Fly Away (NBC) (Epizód: "All God's Children") – Eric Laneuville - China Beach (ABC) (Epizód: "Rewind") – Mimi Leder - L.A. Law (NBC) (Epizód: "Say Goodnight, Gracie") – Rick Wallace - Miért éppen Alaszka? (CBS) (Epizód: "Szöuli ivadék") – Jack Bender - The Trials of Rosie O'Neill (CBS) (Epizód: "Heartbreak Hotel") – Nancy Malone |
| Legjobb rendező (varietésorozat vagy különkiadás) | Legjobb rendező (minisorozat vagy különkiadás) |
| - Unforgettable, with Love: Natalie Cole Sings the Songs of Nat King Cole (PBS) – Patricia Birch - 45. Tony-gála (CBS) – Walter C. Miller - 64. Oscar-gála (ABC) – Jeff Margolis - Late Night with David Letterman (NBC) (Epizód: "10th Anniversary Special") – Hal Gurnee - The Tonight Show Starring Johnny Carson (NBC) – Bobby Quinn    | - Miss Rose White (NBC) – Joseph Sargent - Broadway Bound (ABC) – Paul Bogart - S.O.S. zuhanunk (ABC) – Lamont Johnson - Homefront (Epizód: "Pilot" (ABC) – Ron Lagomarsino - I'll Fly Away (Epizód: "Pilot" (NBC) – Joshua Brand - Mark Twain and Me (Disney) – Daniel Petrie                                                                    |

### Forgatókönyvírók
| Legjobb forgatókönyv (vígjátéksorozat) | Legjobb forgatókönyv (drámasorozat) |
| --- | --- |
| - Seinfeld (NBC) (Epizód: "The Fix-Up") – Elaine Pope, Larry Charles - Murphy Brown (CBS) (Epizód: "Come Out, Come Out, Wherever You Are") – Gary Dontzig, Steven Peterman - Murphy Brown (CBS) (Epizód: "Uh Oh", Part 2") – Korby Siamis, Diane English - Roseanne (ABC) (Epizód: "A Bitter Pill To Swallow") – Amy Sherman, Jennifer Heath - Seinfeld (NBC) (Epizód: "The Parking Garage") – Larry David - Seinfeld (NBC) (Epizód: "The Tape" – Larry David, Bob Shaw, Don McEnery | - Miért éppen Alaszka? (CBS) (Epizód: "Szöuli ivadék") – Diane Frolov, Andrew Schneider - China Beach (ABC) (Epizód: "Hello-Goodbye") – John Sacret Young, John Wells, Lydia Woodward, Carol Flint - I'll Fly Away (NBC) (Epizód: "Master Magician") – David Chase - Miért éppen Alaszka? (CBS) (Epizód: "Pusztulás és teremtés") – Robin Green - Miért éppen Alaszka? (CBS) (Epizód: "Éljen a demokrácia") – Jeff Melvoin |
| Legjobb forgatókönyv (varietésorozat vagy különkiadás) | Legjobb forgatókönyv (minisorozat vagy különkiadás) |
| - 64. Oscar-gála (ABC) - In Living Color (Fox) - Late Night with David Letterman (NBC) - Saturday Night Live (NBC) - The Tonight Show Starring Johnny Carson (NBC) | - I'll Fly Away (Epizód: "Pilot") (NBC) – Joshua Brand, John Falsey - Broadway Bound (ABC) – Neil Simon - Családi szennyes (Fox) – James Duff - Miss Rose White (NBC) – Anna Sandor - Az elnök szolgálatában (HBO) – Robert Bolt |

## Fordítás
- Ez a szócikk részben vagy egészben  a(z)   44th Primetime Emmy Awards című angol Wikipédia-szócikk fordításán alapul.  Az eredeti cikk szerkesztőit annak laptörténete sorolja fel. Ez a jelzés csupán a megfogalmazás eredetét és a szerzői jogokat jelzi, nem szolgál a cikkben szereplő információk forrásmegjelöléseként.